# HeFäStuS
HeFäStuS ist eine Studiensammlung an der Ruprecht-Karls-Universität Heidelberg, die sich mit gefälschten Kunstwerken befasst. Es ist weltweit die erste derartige Einrichtung im universitären Bereich.

## Bezeichnung
Die Bezeichnung ist eine Abkürzung und ein Akronym für Heidelberger Fälschungs-Studien-Sammlung. Die Bezeichnung ergibt zugleich die lateinische Form des Namens Hephaestus, des griechischen Gottes für Feuer und Handwerkskünste, Hephaistos.

## Geschichte
Die Studiensammlung gehört zum Institut für Europäische Kunstgeschichte der Universität Heidelberg. Sie wurde 2021 von dem Kunsthistoriker Henry Keazor gegründet. Anlass war das Strafverfahren gegen den Kunstfälscher Wolfgang Beltracchi. Ausschlaggebend war die Bereitschaft der Landeskriminalämter von Berlin, Bayern und Baden-Württemberg, entsprechende Asservate zur Verfügung zu stellen. Die Fälschungen verbleiben im Eigentum des jeweiligen Landes. Mitte 2022 umfasste die Sammlung etwa 100 Werke, darunter auch solche, die aus privaten Sammlungen an die HeFäStuS gelangten.
2024 beteiligte sich die HeFäStuS mit einigen Werken an der ebenfalls von Henry Keazor kuratierten Ausstellung Kunst und Fälschung im Kurpfälzischen Museum Heidelberg, die der Institution ihren bisher größten Ausstellungserfolg bescherte.

## Zweck
Ziel der HeFäStuS ist es, zu Fälschungen forschen zu können und dabei „originale“ Fälschungen zur Verfügung zu haben. Studierende der Kunstgeschichte werden so schon im Studium auf die Phänomene der Kunstfälschung aufmerksam gemacht, die ihnen im Berufsleben begegnen können, und lernen an „originalen Fälschungen“ die Methoden, sie von den Originalen zu unterscheiden. Es geht darum, „aus dem Falschen das Richtige zu lernen“. Die Sammlung ermöglicht aber auch das Studium von Aspekten, die für Originale relevant sind, etwa Stil, (Mal-)technik, Handhabung oder Provenienz. Die Sammlung ist öffentlich nicht zugänglich.